# Кашканколь
Кашканко́ль (каз. Қашқанкөл) — село у складі Жанакорганського району Кизилординської області Казахстану. Входить до складу Кандозького сільського округу.
Населення — 87 осіб (2021; 185 у 2009, 195 у 1999).